# الصينيون في صربيا
عدد الصينيين في صربيا وفقا لتعداد عام 2011 هو 1,373. ويتركز وجودهم في صربيا في العاصمة بلغراد. وتعود أصول معظهمم إلى محافظتين في جنوب منطقة شانغهاي. ولا يمتلك الصينيون الجنسية الصربية.

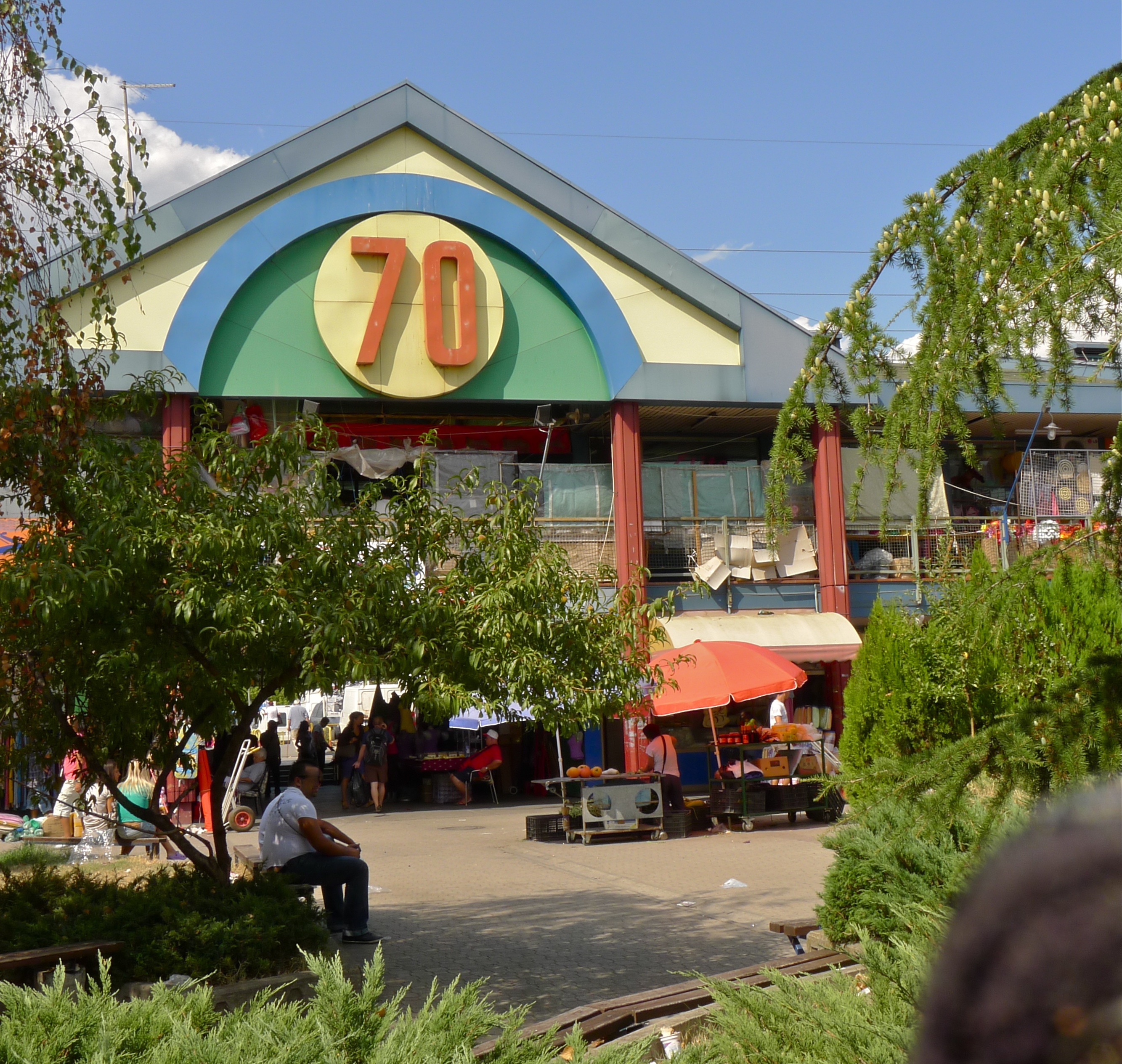
بلوك 70، أكبر حي صيني في صربيا

وقد نشطت الهجرة الصينية إلى صربيا بعد زيارة الرئيس اليوغوسلافي السابق سلوبودان ميلوشيفيتش وزوجته ميرا ماركوفيتش إلى الصين في عام 1997. في آب / أغسطس 1998 كان عدد الصينيين في صربيا 30 شخصا فقط. وكانت هناك شائعة أن ميلوسيفيتش استورد أكثر من 50,000 صيني وأعطاهم جواز سفر يوغوسلافي حتى يتمكنوا من التصويت له في الانتخابات. شائعات أخرى تقول أن الصينيين ذهبوا إلى صربيا من أجل تعلم اللغة. وتقول صحيفة (فيسرني نوفوستي) إن جزءا من المدينة على وجه الخصوص كان فيه قرية صينية كاملة: «انتقل سكان قرية جينكون الصينية بمقاطعة تشيجيانغ إلى بلغراد، وتحديدا إلى بلوك 70 حيث لديها شركات في المركز المحلي (المركز الصيني) في ضاحية نيو بلغراد».
يرسل الصينيون أبنائهم إلى المدارس في الصين عندما يصلون إلى عمر الدراسة الابتدائية لتعلم اللغة الصينية مثل السكان الأصليين، وهو أمر مهم بالنسبة للمجتمع.
إلى جانب بلغراد (بلوك 70)، هناك أيضا عدد لا بأس به من الجالية الصينية في ثاني أكبر مدينة صربية نوفي ساد، والتي يوجد فيها مركز تجارة صيني، فضلا عن العديد من المتاجر والمطاعم الصينية.
مئتان وثلاث وعشرون صينيا في صربيا لديهم تصاريح عمل، وهذا يعني أن 4,000-5,000 من العمال الصينيين في بلغراد يستفيدون من العمل في السوق السوداء.

## وصلات خارجية
- القليل من الصين في بلغراد 12 شباط / فبراير 2001—رصد بي بي سي
- (باللغة الصربية)